# Legaia 2: Duel Saga
Legaia 2: Duel Saga (レガイア デュエルサーガ) est un jeu vidéo de rôle développé par Prokion et édité par Sony Computer Entertainment, sorti en 2001 sur PlayStation 2.
Il fait suite à Legend of Legaia.

## Accueil
- Jeux vidéo Magazine : 12/20[1]